# Championnat d'Autriche de football 1991-1992
Navigation
Saison précédente Saison suivante
La saison 1991-1992 du Championnat d'Autriche de football était la 81e édition du championnat de première division en Autriche. La Bundesliga regroupe les 12 meilleurs clubs du pays au sein d'une poule unique où ils s'affrontent deux fois au cours de la saison, à domicile et à l'extérieur. À la fin de cette première phase, les 8 premiers jouent la poule pour le titre tandis que les 4 derniers rejoignent les 4 premiers de Nationalliga, la deuxième division autrichienne, pour attribuer les 4 dernières places pour la prochaine saison de Bundesliga.
La compétition a été très serrée jusqu'au bout. En effet, le club du FK Austria Vienne, tenant du titre, remporte à nouveau le championnat en terminant en tête du classement final, à égalité de points avec le FC Swarovski Tirol et le SV Austria Salzbourg, grâce à une meilleure différence de buts. C'est le 19e titre de champion d'Autriche de l'histoire du club, qui réussit le doublé en battant le FC Admira Wacker en finale de la Coupe d'Autriche.

## Les 12 clubs participants
| - SK Rapid Vienne - Donawitzer SV Alpine - SKNV St. Pölten - FC Stahl Linz - Promu de Nationalliga - FC Swarovski Tirol - Kremser SC | - Austria Salzbourg - SK Vorwärts Steyr - FC Admira Wacker - FK Austria Vienne - SK Sturm Graz - First Vienna FC |

## Compétition

### Première phase
Le barème utilisé pour établir le classement est le suivant :
- Victoire : 2 points
- Match nul : 1 point
- Défaite : 0 point

| Rang | Équipe               | Pts | J  | G  | N | P  | Bp | Bc | Diff |
| ---- | -------------------- | --- | -- | -- | - | -- | -- | -- | ---- |
| 1    | SV Austria Salzbourg | 34  | 22 | 16 | 2 | 4  | 43 | 18 | +25  |
| 2    | FK Austria Vienne T  | 33  | 22 | 14 | 5 | 3  | 51 | 21 | +30  |
| 3    | FC Swarovski Tirol   | 29  | 22 | 12 | 5 | 5  | 48 | 34 | +14  |
| 4    | FC Stahl Linz P      | 28  | 22 | 11 | 6 | 5  | 36 | 24 | +12  |
| 5    | SK Rapid Vienne      | 27  | 22 | 10 | 7 | 5  | 37 | 24 | +13  |
| 6    | FC Admira Wacker     | 27  | 22 | 10 | 7 | 5  | 33 | 22 | +11  |
| 7    | SKNV St. Pölten      | 18  | 22 | 6  | 6 | 10 | 25 | 34 | -9   |
| 8    | SK Vorwärts Steyr    | 17  | 22 | 7  | 3 | 12 | 28 | 29 | -1   |
| 9    | SK Sturm Graz        | 15  | 22 | 6  | 3 | 13 | 21 | 36 | -15  |
| 10   | Kremser SC           | 14  | 22 | 4  | 6 | 12 | 23 | 43 | -20  |
| 11   | First Vienna FC      | 14  | 22 | 4  | 6 | 12 | 20 | 43 | -23  |
| 12   | Donawitzer SV Alpine | 8   | 22 | 1  | 6 | 15 | 11 | 48 | -37  |

|  | Participation à la poule pour le titre           |
|  | Participation à la poule de promotion-relégation |
|  | T Tenant du titre P Promu de Nationalliga        |

### Seconde phase

#### Poule pour le titre
Les 8 premiers démarrent la seconde phase avec la moitié des points acquis lors de la première phase.
| Rang | Équipe                | Pts | J  | G  | N | P  | Bp | Bc | Diff |
| ---- | --------------------- | --- | -- | -- | - | -- | -- | -- | ---- |
| 1    | FK Austria Vienne T C | 33  | 36 | 21 | 7 | 8  | 73 | 36 | +37  |
| 2    | SV Austria Salzbourg  | 33  | 36 | 23 | 4 | 9  | 62 | 37 | +25  |
| 3    | FC Swarovski Tirol    | 33  | 36 | 21 | 5 | 10 | 69 | 49 | +20  |
| 4    | FC Admira Wacker      | 30  | 36 | 17 | 9 | 10 | 57 | 42 | +15  |
| 5    | SK Rapid Vienne       | 28  | 36 | 16 | 9 | 11 | 58 | 40 | +18  |
| 6    | FC Stahl Linz P       | 25  | 36 | 15 | 9 | 12 | 47 | 45 | +2   |
| 7    | SK Vorwärts Steyr     | 21  | 36 | 12 | 5 | 19 | 47 | 48 | -1   |
| 8    | SKNV St. Pölten       | 18  | 36 | 9  | 9 | 18 | 38 | 59 | -21  |

|  | Qualification pour la Ligue des champions 1992-1993                          |
|  | Qualification pour la Coupe des Coupes 1992-1993                             |
|  | Qualification pour la Coupe UEFA 1992-1993                                   |
|  | T Tenant du titre C Vainqueur de la Coupe d'Autriche P Promu de Nationalliga |

#### Poule de promotion-relégation
Les 4 derniers de la première phase rejoignent les 4 premiers de saison régulière de Nationalliga. Les 4 premiers de cette poule se maintiennent ou accèdent à la Bundesliga.
| Rang | Équipe                 | Pts | J  | G | N | P | Bp | Bc | Diff |
| ---- | ---------------------- | --- | -- | - | - | - | -- | -- | ---- |
| 1    | SK Sturm Graz          | 17  | 14 | 4 | 9 | 1 | 18 | 11 | +7   |
| 2    | VfB Mödling (D2)       | 16  | 14 | 5 | 6 | 3 | 16 | 15 | +1   |
| 3    | Linzer ASK (D2)        | 15  | 14 | 5 | 5 | 4 | 19 | 17 | +2   |
| 4    | Wiener Sport-Club (D2) | 14  | 14 | 5 | 4 | 5 | 23 | 18 | +5   |
| 5    | First Vienna FC        | 14  | 14 | 5 | 4 | 5 | 15 | 13 | +2   |
| 6    | Donawitzer SV Alpine   | 14  | 14 | 6 | 2 | 6 | 17 | 20 | -3   |
| 7    | Kremser SC             | 12  | 14 | 3 | 6 | 5 | 22 | 25 | -3   |
| 8    | Grazer AK (D2)         | 10  | 14 | 3 | 4 | 7 | 12 | 23 | -11  |

|  | Promotion en Bundesliga            |
|  | Relégation directe en Nationalliga |

## Bilan de la saison
| Championnat d'Autriche de football 1991-1992 |                               |
| Champion                                     | FK Austria Vienne (20e titre) |
| Coupes et trophées                           |                               |
| Vainqueur de la Coupe d'Autriche 1991-1992   | FK Austria Vienne             |
| Qualifications continentales                 |                               |
| Ligue des champions 1992-1993                | FK Austria Vienne             |
| Coupe des Coupes 1992-1993                   | FC Admira Wacker              |
| Coupe UEFA 1992-1993                         | FC Swarovski Tirol            |
| Coupe UEFA 1992-1993                         | SV Austria Salzbourg          |
| Coupe UEFA 1992-1993                         | SK Rapid Vienne               |
| Promotions et relégations                    |                               |
| Promus en Bundesliga                         | VfB Mödling                   |
| Promus en Bundesliga                         | Wiener Sport-Club             |
| Promus en Bundesliga                         | Linzer ASK                    |
| Relégués en Nationalliga                     | Donawitzer SV Alpine          |
| Relégués en Nationalliga                     | Kremser SC                    |
| Relégués en Nationalliga                     | First Vienna FC               |